# جون ريا (ملحن)
جون ريا هو معلم موسيقى وملحن كندي، ولد في 14 يناير 1944 في تورونتو في كندا.